# Sakari Puisto
Sakari Rainer Puisto, född 19 december 1976 i Tammerfors, är en finländsk politiker. Han ställde upp som Sannfinländarnas kandidat i EU-valet 2014 och i riksdagsvalet i Finland 2015, 2019 och 2023. Under våren 2015 och 2023 deltog Puisto i regeringsförhandlingarna. Han var specialmedarbetare till arbetsminister Jari Lindström i arbets- och näringsministeriet och koncentrerade sig i synnerhet på asylsökandekrisen, arbets- och näringspolitik samt utbildnings- och innovationspolitik. År 2019 blev han vald till Sannfinländarnas riksdagsledamot från Birkalands valkrets.
Puisto skrev studenten år 1995 från Sampo gymnasium i Tammerfors. Efter värnplikten flyttade han till Storbritannien för att studera naturvetenskaper på Cambridge universitet. År 2004 disputerade han vid samma universitet och arbetade därefter hos lokala företag i Shenzhen och Hongkong i Södra Kina. Puisto har varit gästforskare på Cambridge universitet.
I juli 2021 tillkännagav Puisto möjligheten att ta över som ledare för Sannfinländarnas efter Jussi Halla-aho.
Puisto tillträdde som näringsminister i regeringen Orpo den 13 juni 2025.

## Riksdagsuppdrag[1]
- Ekonomiutskottet (ordförande) 19 april 2023 – 13 juni 2025[5]
- Utrikesutskottet (ersättare) 18 juni 2019 – 13 juni 2025[6]
- Talmanskonferensen (medlem) 19 april 2023 – 13 juni 2025[7]
- Forum för internationella frågor (medlem) 27 juni 2019 – 13 juni 2025[8]
- Riksdagens bankfullmäktige (medlem) 28.6.2023 – 13 juni 2025[9]

Dessutom fungerar han som ordförande för riksdagens Litauen-vänskapsgrupp sedan år 2019.

## Valresultat

### Europaparlamentsval
- 2014: 2 684 röster (icke vald)[11]

### Riksdagsval
- 2015: 2 762 röster (Birkalands valkrets; icke vald)[12]
- 2019: 4 837 röster (Birkalands valkrets; vald)[13]
- 2023: 6 592 röster (Birkalands valkrets; vald)[14]

### Kommunalval
- 2017: 508 röster (Tammerfors; vald)[15]
- 2021: 1 431 röster (Tammerfors; vald)[16]
- 2025: 608 röster (Tammerfors; vald)[17]